# Municipio de Rosario (Uruguay)
Rosario es uno de los municipios del departamento de Colonia, Uruguay. Su sede es la ciudad homónima.

## Ubicación
El municipio se encuentra situado en la zona sureste del departamento de Colonia, limitando al oeste con los municipios de Tarariras y Juan L. Lacaze y al este con el municipio de Nueva Helvecia.

## Características
El municipio de Rosario fue creado a través de la Ley Nº 18653 del 15 de marzo de 2010, y forma parte del departamento de Colonia. Comprende el distrito electoral NCB de ese departamento.
Dentro de su territorio quedan comprendidas las siguientes localidades:
- Rosario (sede)
- Boca del Rosario

## Autoridades
La autoridad del municipio es el Concejo Municipal, compuesto por el Alcalde y cuatro Concejales.
Alcaldes según período:
| Nº | Alcalde                   | Partido             | Inicio del mandato      | Fin del mandato         | Observaciones     | Concejales                                                                                       |
| -- | ------------------------- | ------------------- | ----------------------- | ----------------------- | ----------------- | ------------------------------------------------------------------------------------------------ |
| 1  | Daniel Dibot              | Partido Nacional PN | 12 de julio de 2010     | julio de 2015           | Alcalde elegido   |                                                                                                  |
| 2  | Daniel Dibot              | Partido Nacional PN | julio de 2015           | 26 de noviembre de 2020 | Alcalde reelegido | Artigas Álvarez (PN) Daniela Amed (PN) Fabricio Siniscalchi (N. Salaberry) (FA) H. Carbajal (FA) |
| 3  | Pablo Daniel Maciel Rodas | Partido Nacional PN | 27 de noviembre de 2020 | 2025                    | Alcalde elegido   | Daniela Amed (PN) Aldo Bouchard (PN) Natalia Salaberry (FA) María Inés Peréz (FA)                |